# Waidhofen an der Thaya-Land
Waidhofen an der Thaya-Land ist eine Gemeinde mit 1292 Einwohnern (Stand 1. Jänner 2024) im Bezirk Waidhofen an der Thaya in Niederösterreich.

## Geografie
Waidhofen an der Thaya-Land liegt im nördlichen Waldviertel in einer Höhe zwischen 500 und 600 Meter über dem Meer. Die Fläche der Gemeinde umfasst 32,44 Quadratkilometer. Zwei Drittel der Fläche werden landwirtschaftlich genutzt,  27 Prozent der Fläche sind bewaldet.

### Gemeindegliederung
Das Gemeindegebiet umfasst folgende 11 Ortschaften (in Klammern Einwohnerzahl Stand 1. Jänner 2024):
- Brunn (245)
- Buchbach (148)
- Edelprinz (70)
- Götzweis (118)
- Griesbach (19)
- Kainraths (128)
- Nonndorf (82)
- Sarning (37)
- Vestenpoppen (231)
- Wiederfeld (46)
- Wohlfahrts (168)

Katastralgemeinden sind Brunn bei Waidhofen, Buchbach, Edelprinz, Götzweis,  Griesbach bei Waidhofen, Kainraths, Nonndorf, Sarning, Vestepoppen, Wiederfeld, Wohlfarts.

### Nachbargemeinden
|                  | Pfaffenschlag bei Waidhofen an der Thaya    |                        |
| Heidenreichstein | Kompassrose, die auf Nachbargemeinden zeigt | Waidhofen an der Thaya |
|                  | Vitis                                       | Windigsteig            |

## Geschichte
Brunn wurde 1260 erstmals als Prunne urkundlich erwähnt. Namensgebend ist eine Quelle, die Wasser für die Stadt Waidhofen lieferte. Buchbach wurde in der ersten Hälfte des 13. Jahrhunderts, Götzweis 1314 und Kainraths 1369 erstmals urkundlich erwähnt. Im Jahr 1784 wurde Buchbach zur Pfarre erhoben.
Im Zuge der Kommunalstrukturreform des Landes Niederösterreich wurden die Bezirke und Gemeinden ab 1965 beauftragt, die Vereinigung von Kleingemeinden zu veranlassen, um aus finanziellen Erwägungen heraus nur noch Gemeinden von mindestens 1000 Einwohnern zu bilden. Für den Bezirk Waidhofen an der Thaya sprach die Landesregierung die Empfehlung aus, zehn Gemeinden im Umkreis von Waidhofen an der Thaya mit der Bezirksstadt zu vereinigen. Nach Rücksprache mit den anderen betroffenen Gemeinden, entwickelte der Bürgermeister der Gemeinde Vestenpoppen, Franz Groß, den Vorschlag, die Gemeinden stattdessen zu einer neuen Gemeinde Waidhofen an der Thaya-Land zusammenzuschließen. Nachdem die Landesregierung diesem Plan zugestimmt hatte, wurde die Gründung in die Wege geleitet: Am 1. Jänner 1971 schlossen sich die ehemals selbständigen Kleingemeinden Brunn, Buchbach, Kainraths und Vestenpoppen zusammen, nachdem im Herbst 1970 die Gemeinderäte der vier Kleingemeinden ihre Zustimmung erteilt hatten. Lediglich Ulrichschlag, Kleineberharts und Vestenötting schlossen sich freiwillig der Stadt Waidhofen an, während Hollenbach und Puch zwangsweise Waidhofen zugeschlagen wurden, da sie keine gemeinsame Grenze mit den übrigen fünf Gemeinden hatten.
Am 21. Februar 2017 kam es abends bei Tauwetter nach einer ungewöhnlich kalten Periode zum Aufbrechen von bis zu 25 cm dickem Eis auf der Thaya. Die Schollen des Eisstoßes stauten sich an der Brücke im Ortsteil Vestenpoppen, Wasser floss über das Entlastungsgerinne über die Landesstraße und als Hochwasser durch den Ort.

### Einwohnerentwicklung
Nach dem Ergebnis der Volkszählung 2001 gab es 1197 Einwohner. 1991 hatte die Gemeinde 1097 Einwohner, 1981 1127 und im Jahr 1971 1110 Einwohner.

## Kultur und Sehenswürdigkeiten

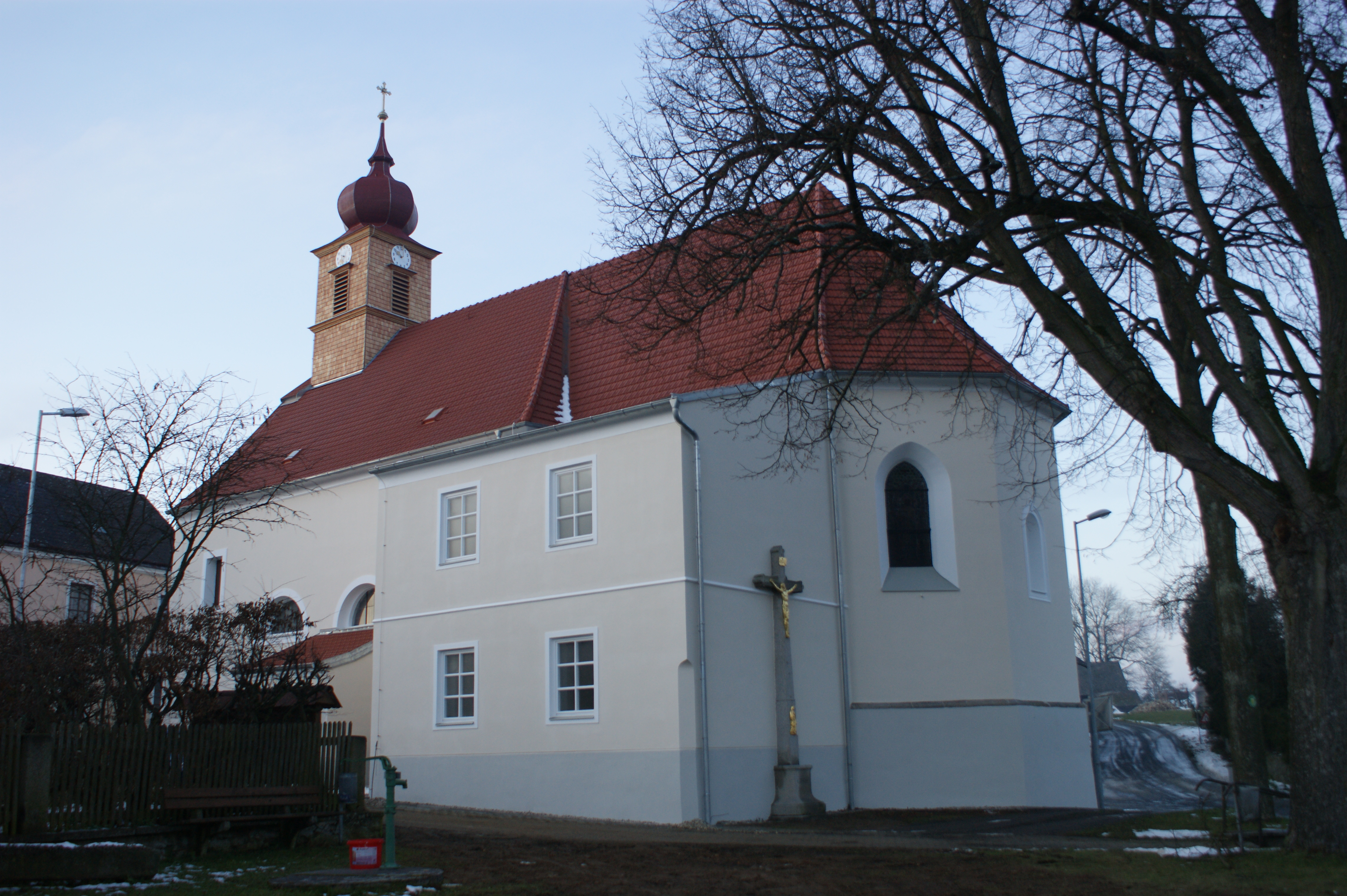
Pfarrkirche Buchbach

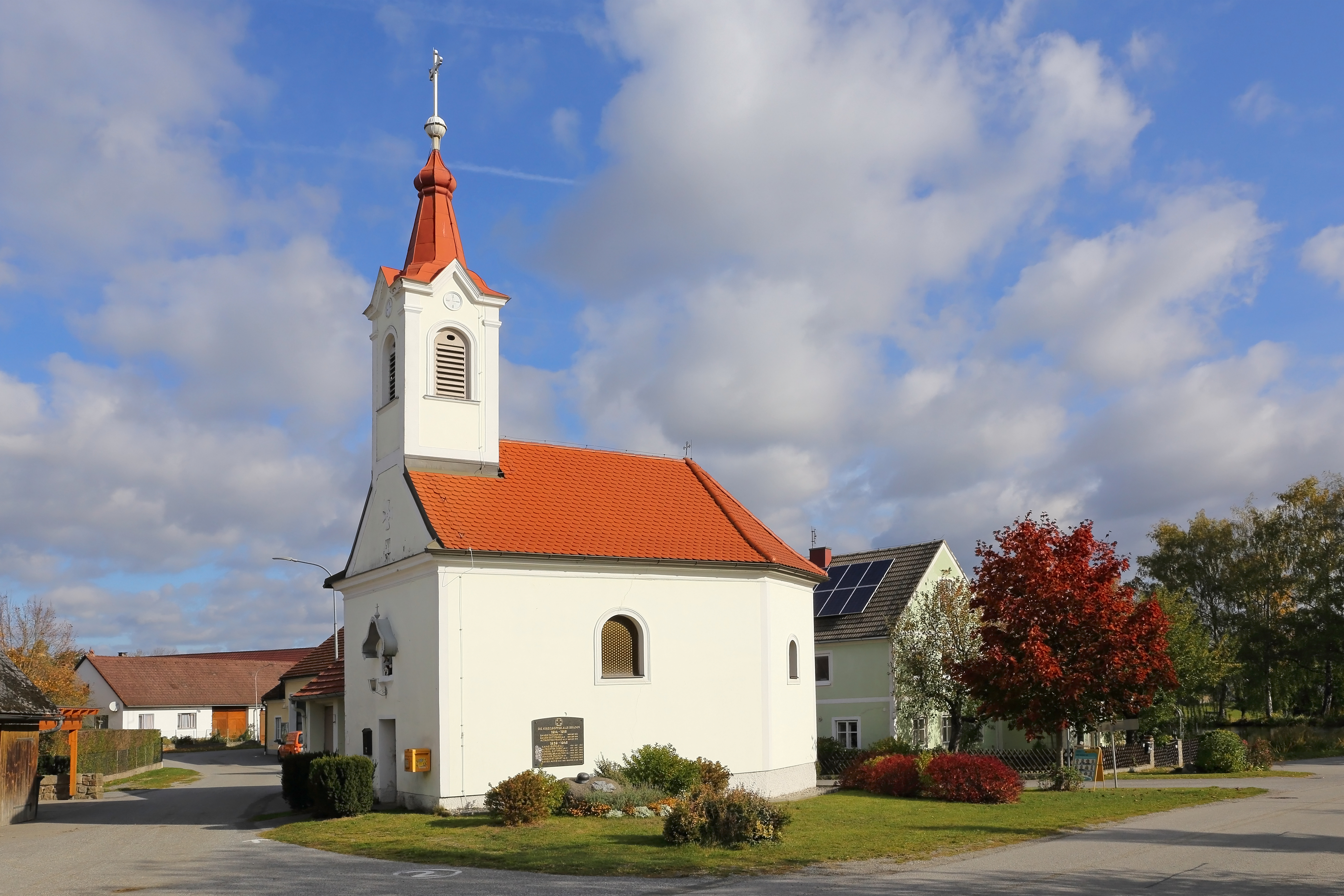
Ortskapelle Brunn

- Katholische Pfarrkirche Buchbach hl. Florian: Die Pfarrkirche ist eine im Kern gotische Saalkirche, die im Barock umgestaltet und zuletzt im Herbst 2008 außen komplett renoviert wurde.
- Ortskapelle Brunn

## Wirtschaft und Infrastruktur

### Wirtschaftssektoren
Von den 82 landwirtschaftlichen Betrieben des Jahres 2010 wurden 45 im Haupt-, 32 im Nebenerwerb, 4 von Personengemeinschaften und 1 von einer juristischen Person geführt. Die Haupterwerbsbauern bewirtschafteten drei Viertel der Flächen. Die größten Arbeitgeber des Dienstleistungssektors waren die Bereiche Verkehr (9), Finanz- und Versicherungsdienstleistungen (7), soziale und öffentliche Dienste (7) und der Handel (6 Mitarbeiter).
| Wirtschaftssektor            | Anzahl Betriebe | Anzahl Betriebe | Erwerbstätige | Erwerbstätige |
| Wirtschaftssektor            | 2011            | 2001            | 2011          | 2001          |
| ---------------------------- | --------------- | --------------- | ------------- | ------------- |
| Land- und Forstwirtschaft 1) | 82              | 108             | 99            | 89            |
| Produktion                   | 5               | 4               | 7             | 5             |
| Dienstleistung               | 31              | 12              | 36            | 22            |

1) Betriebe mit Fläche in den Jahren 2010 und 1999

### Arbeitsmarkt, Pendeln
Im Jahr 2011 lebten 660 Erwerbstätige in Waidhofen an der Thaya-Land. Davon arbeiteten 118 in der Gemeinde, mehr als achtzig Prozent pendelten aus.

## Politik

### Gemeinderat
| Der Gemeinderat hat 19 Mitglieder. - Mit den Gemeinderatswahlen in Niederösterreich 1990 hatte der Gemeinderat folgende Verteilung: 15 ÖVP, 2 FPÖ und 2 SPÖ. - Mit den Gemeinderatswahlen in Niederösterreich 1995 hatte der Gemeinderat folgende Verteilung: 12 ÖVP, 3 UBL, 2 FPÖ und 2 SPÖ. - Mit den Gemeinderatswahlen in Niederösterreich 2000 hatte der Gemeinderat folgende Verteilung: 15 ÖVP, 2 UBL, 1 SPÖ und 1 FPÖ. - Mit den Gemeinderatswahlen in Niederösterreich 2005 hatte der Gemeinderat folgende Verteilung: 13 ÖVP, 3 SPÖ, 2 UBL und 1 FPÖ. - Mit den Gemeinderatswahlen in Niederösterreich 2010 hatte der Gemeinderat folgende Verteilung: 13 ÖVP, 3 UBL, 2 SPÖ und 1 FPÖ. - Mit den Gemeinderatswahlen in Niederösterreich 2015 hatte der Gemeinderat folgende Verteilung: 13 ÖVP, 2 Unabhängige Bürgerliste, 2 SPÖ und 2 FPÖ. - Mit den Gemeinderatswahlen in Niederösterreich 2020 hatte der Gemeinderat folgende Verteilung: 16 ÖVP, 1 FPÖ, 1 SPÖ und 1 Unabhängige Bürgerliste. - Mit den Gemeinderatswahlen in Niederösterreich 2025 hat der Gemeinderat folgende Verteilung: 13 ÖVP, 3 FPÖ, 2 SPÖ und 1 Unabhängige Bürgerliste. | Hier fehlt eine Grafik, die leider im Moment aus technischen Gründen nicht angezeigt werden kann. Wir arbeiten daran! |

### Bürgermeister
- bis 2008 Johann Ramharter (ÖVP)
- seit 2008 Christian Drucker (ÖVP)

### Wappen
Blasonierung: Auf dem roten Schild mit dem silbernen Balken läuft ein mit der rechten Hand säender goldener Landmann nach heraldisch links.